# Maia Weintraub
Maia Weintraub (født 24. oktober
2002) er en amerikansk fægter, der specialiserer sig i fleuret.
Hun repræsenterede USA ved sommer-OL 2024 i Paris, hvor hun vandt guld i holdkonkurrencen.